# Omaha
 For alternative betydninger, se Omaha (flertydig). (Se også artikler, som begynder med Omaha)
Omaha er den største by i den amerikanske delstat Nebraska med 486.051(2020) indbyggere. Den har navn efter den indianerstamme, som oprindelig beboede området.:231 
Byen er administrativt centrum i det amerikanske county Douglas County.
Omaha ligger ved Missouri-floden. Byen er sammen med Council Bluffs i Iowa på den anden side af Missouri River en del af det større byområde Omaha-Council Bluffs.

## Notable bysbørn
- Malcolm X, amerikansk borgerrettighedsaktivist
- Amber Ruffin, komiker[4]
- Warren Buffett, finansmand
- Terence Crawford, Professionel Bokser